# Sergi (dux)
Sergi (en llatí: Sergius; m. 573) va ser un general romà d'Orient del segle VI; possiblement pot ser identificat amb l'oficial Sergona citat per Miquel el Sirià. Va néixer a Ràbedis (al sud d'Amida). Va servir a l'exèrcit com a magister militum vacant i dux de Mesopotàmia entre el 567 i el 573.
El 567, mentre era el comandant de Dara, va rebre una carta de l'emperador Justí II, que l'instava a enviar als líders monofisistes a Constantinoble per debatre sobre la unitat de la religió. A la tardor del 572, ell, Teodor i Juventí van ser enviats per Marcià amb 3.000 homes a saquejar l'Arzanene i aconseguir botí. L'any 573, era novament al capdavant de la fortalesa de Dara. La ciutat va sofrir un setge sassànida. Durant el setge, Sergi va ser ferit i va morir.